# Pierre Desrey

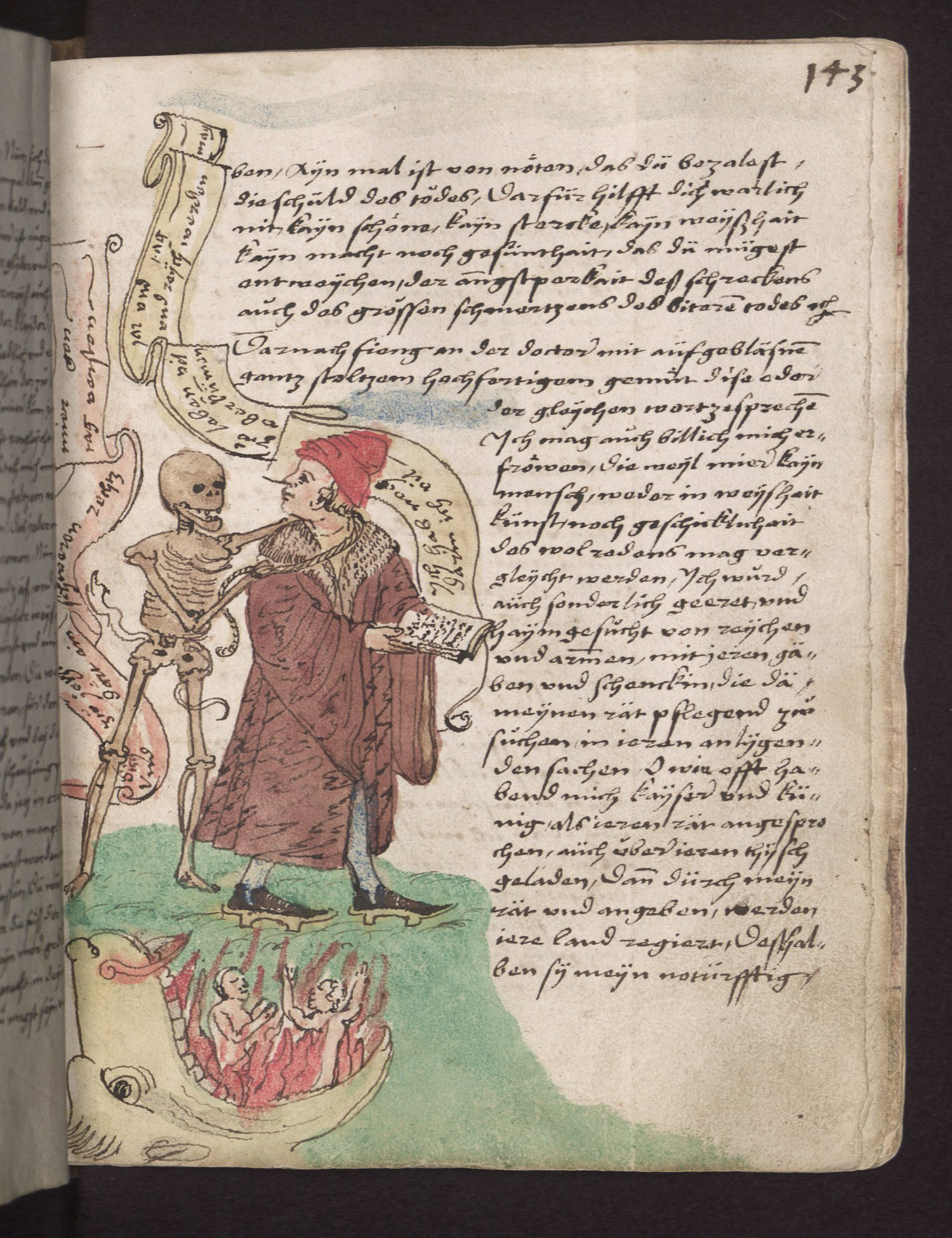
Vergänglichkeitsbuch de Wilhelm Werner, extrait du Heremitae Visio de Pierre Desrey.

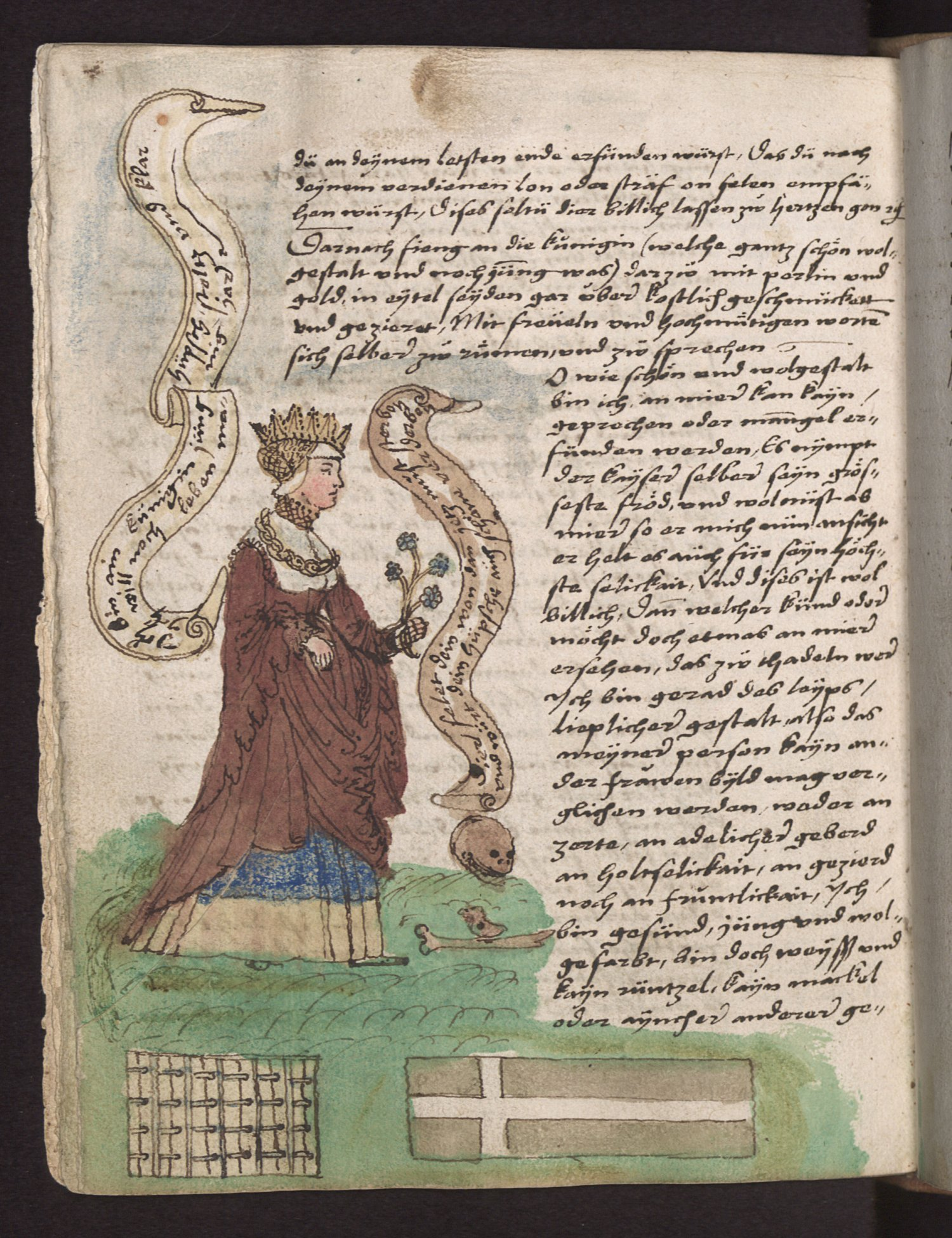
Vergänglichkeitsbuch de Wilhelm Werner, extrait du Heremitae Visio de Pierre Desrey.

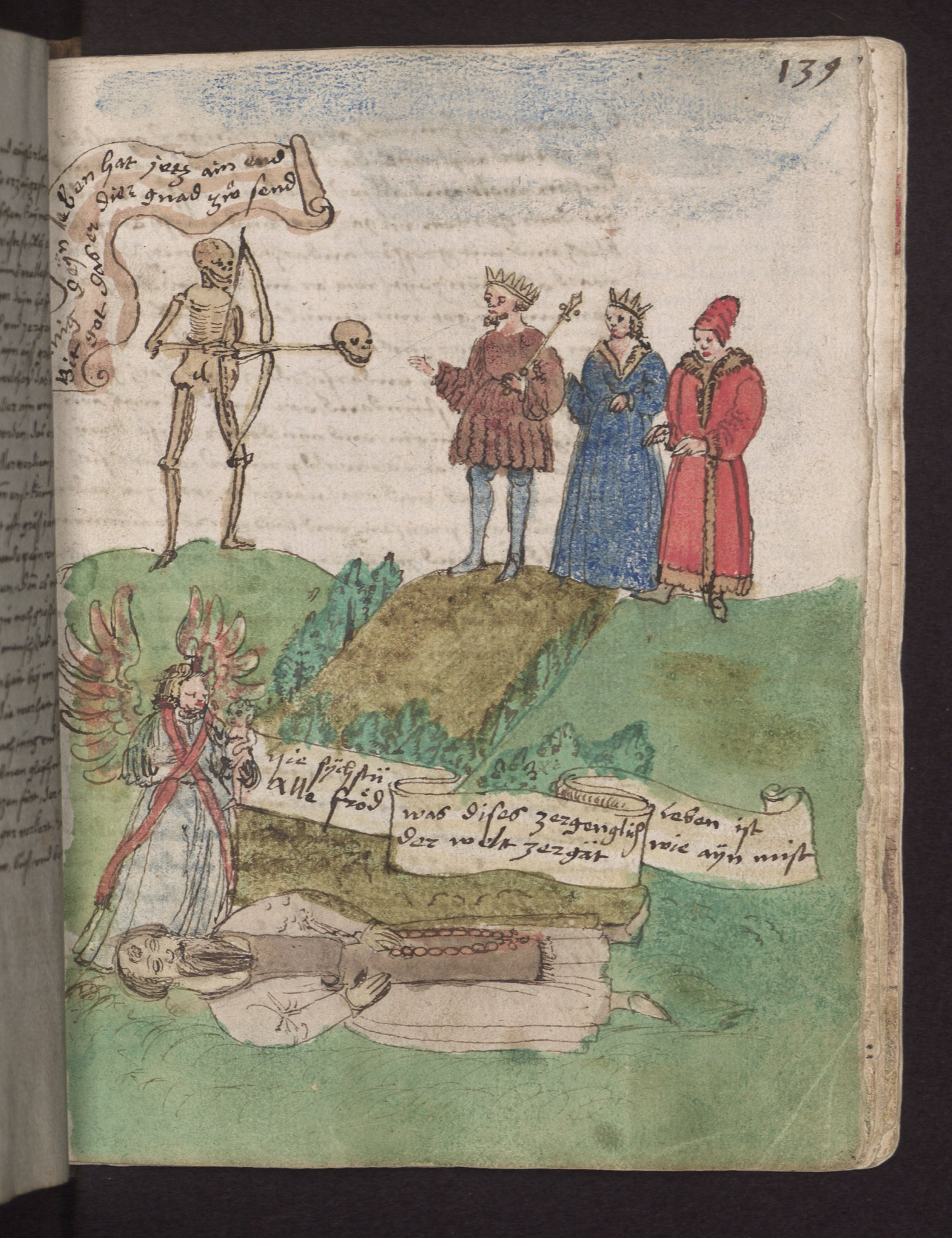
Vergänglichkeitsbuch de Wilhelm Werner, extrait du Heremitae Visio de Pierre Desrey.

Pierre Desrey, également connu sous la dénomination de Pierre Desrey de Troyes, né vers 1450 et mort après 1519, est un chroniqueur, historien, généalogiste et traducteur français.

## Biographie
Pierre Desrey fut un chroniqueur et historien de son époque, il édita un ouvrage sur la vie du roi Charles VIII de France, ainsi que sa conquête du royaume de Naples.
En tant que généalogiste, il publia un ouvrage généalogique sur Godefroy de Bouillon.
Pierre Desrey de Troyes rédigea également un livre historique sur les Croisades.

### Auteur
- Histoire de Charles VIII, roy de France, par Pierre Desrey, Guillaume de Jaligny et André de La Vigne.
- Histoire de Charles VIII : Et de la conquête du royaume de Naples.
- Les grandes croniques des roys de France Loys XI... et Charles VIII, des papes regnans en leur temps, et plusieurs autres nouvelles choses advenues en Lombardie, es Ytalles et autres divers pays ès temps du règne desdits roys, co-écrit avec Enguerrand de Monstrelet.
- Archives curieuses de l'histoire de France depuis Louis XI jusqu'à Louis XVIII co-écrit avec Louis Lafaist et Jean Burchard.
- La genealogie avecques les gestes et nobles faitz darmes du trespreux et renomme prince Godeffroy de Boulion et de ses chevalereux freres Baudouin et Eustace.
- La mer des croniques & mirouer hystorial de France ; composé en latin par la religieuse personne frère Robert Guaguin, en son vivant ministre général de l'ordre de la Saincte Trinité, et nouvellement traduict de latin en vulgaire francoys par Pierre Desrey.
- Les grans postilles sur les épistres, leçons, évangilles de tout le karesme (tome premier)
- Les exposicions des épistres et évangilles de karesme (tome second)
- Chorea ab eximio Macabro versibus alemanicis
- Heremitae Visio, texte repris par Wilhelm Werner dans Vergänglichkeitsbuch, (Codex Donaueschingen A III 54, Bibliothèque nationale du Wurtemberg, Stuttgart)
- Les grandes chroniques : excellens faitz et vertueux gestes des tres illustres, tres chrestiens, magnanimes et victorieux Roys de France : et depuys, en lan christifer 1514, songneusement reduictes et translatees a la lettre de latin en notre vulgaire françoys. Ensemble plusieurs additions des choses advenues ès temps et regnes des tres chrestiens Roys de France Charles VIII et Loys XII a present regnant (1514)

### Traducteur
- Speculum omnium statuum orbis terrarum de Rodrigo Sanchez de Arevalo.
- Les Croniques de France, execellens esice faictz et vertueux gestes des très chrestiens roys et princes qui ont régné au dict pays, depuis l'exidion de Troye la grande jusques au règne du roy Françoys premier, composées en latin par frère Robert Gaguin  et depuis en l'an mil cinq cens et quatorze translatées de latin en nostre vulgaire françoys par Pierre Desrey.
- Les Postilles et Expositions des Évangiles, traduction de Pierre Desrey, imprimé à Paris en 1492 par Pierre et Guillaume Le Rouge
- Les Fleurs et manières des temps passés et des faitz merveilleux de Dieu tant en l'Ancien Testament comme au Nouveau..., imprimé à Genève en 1495 d'après le texte en latin de Werner Rolewinck OCart., traduction de Pierre Desrey et Pierre Farget (rééd. 1513)
- Grandes postilles et expositions sur les leçons épitres et évangiles de toute l'année nouvellement. (1519)

## Études
- Isabelle Weill et François Suard, Genealogie de Godefroi de Buillon de Pierre Desrey, notice du projet La Vie en proses.
- Larry Stuart Crist, « Pierre Desrey et son Histoire de la Croisade », dans Mélanges de littérature du Moyen Age au XXe siècle offerts à Mademoiselle Jeanne Lods, Paris, Ecole Normale Supérieure de Jeunes Filles,  1978, p. 153-172